# Conus glaucus
Conus glaucus é uma espécie de gastrópode do gênero Conus, pertencente a família Conidae.

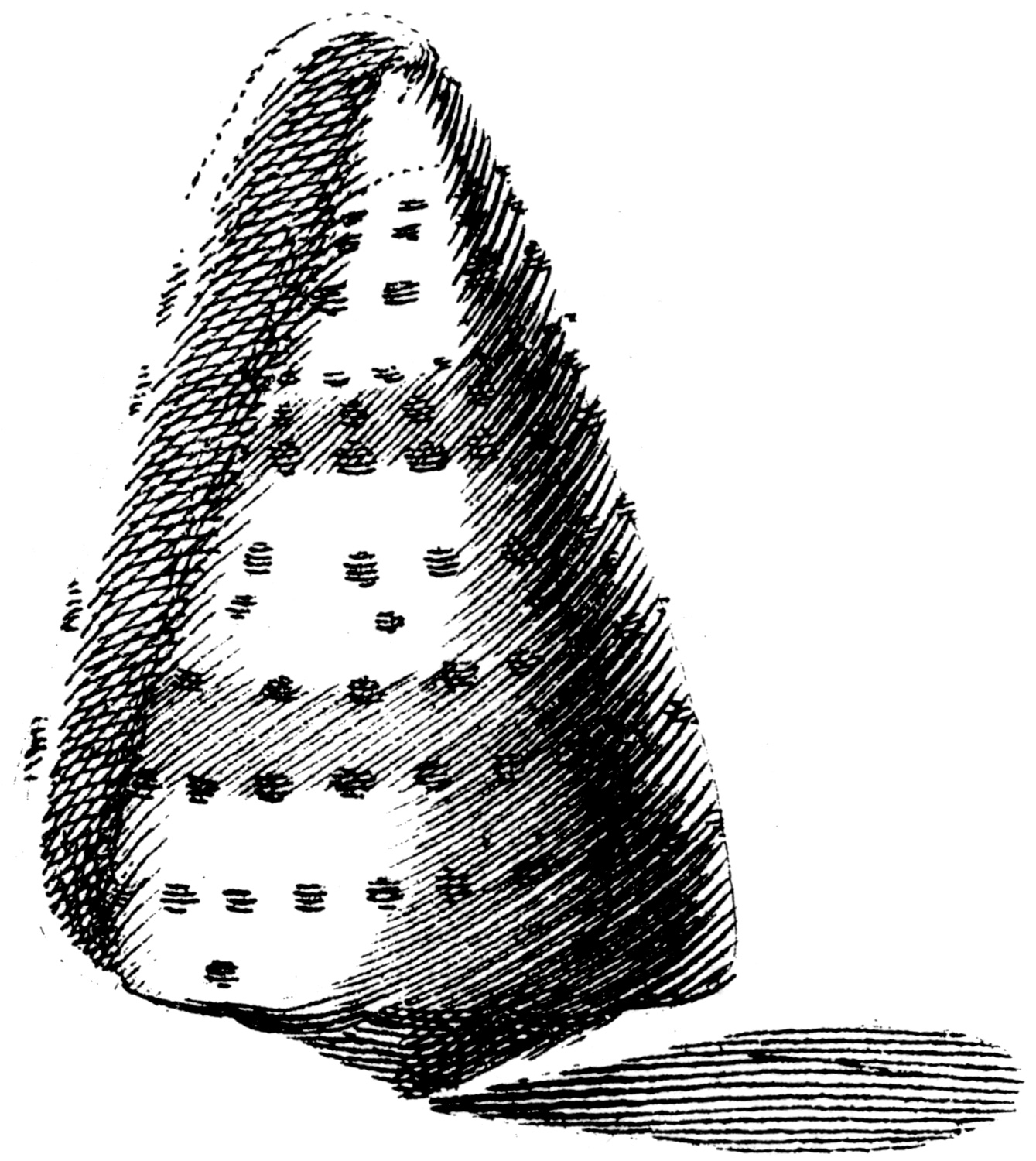